# 警極魔道課チルビィ先生
『警極魔道課チルビィ先生』（けいきょくまどうか - せんせい）シリーズは横山忠による日本のライトノベル。第6回スーパーダッシュ小説新人賞佳作。スーパーダッシュ文庫（集英社）より2007年9月から同年12月まで刊行された。

## ストーリー
人間と獣人が互いの存亡を賭けて争った「人獣共滅大戦」が、双方の「宝玉使い」による歴史的和解で終結して講和条約が結ばれてから132年の時が流れたケルビム共和国。
同国の政治組織である「六閣」の一つ・警極院のコーザ州魔道課に所属する道士のチルビィ・ゼタ・ミストラルは12歳にして神機と魔機の両方を使いこなすことから、裏世界で「死神の子供（デス・チャイルド）」と呼ばれ恐れられていた。そのチルビィに対し、エレファンティネ島に潜伏している誘拐犯の捜索要請が下されるが、事件の裏には同島の隔離地帯・ヒンノムで執り行われようとしている聖魔・ビヒモス復活の儀式が関係しているらしく…。

## 登場人物
チルビィ・ゼタ・ミストラル
12歳にしてケルビム共和国警極院コーザ州魔道課に所属する道士となった天才少女。であるが、行動原理は「お子ちゃま」そのものであり、致命的なまでの方向音痴ですぐ迷子になる、機械の扱いが苦手で八つ当たりして壊してしまうなど重度のトラブルメーカーでもある。チョコレートが大好物。
自分より年長の準道士2人を弟子に持ち、戦闘時は神機・除外銃（オミットガン）と魔機・冥府の大鎌（シバルバ）を主に使用する。
トーマ・レイモンド
26歳。コーザ州魔道課準道士で、チルビィの弟子の1人。温厚な性格の常識人で、傍若無人なチルビィの保護者的な存在でもある。戦闘時は神機・菊一文字を使用する。
李 王蘭（り おうらん）
獣人・ライオネ族の名門貴族の血を引く18歳。コーザ州魔道課準道士で、エレファンティネ島の潜入捜査に際して新しくチルビィの弟子になった。軍人気質のため師弟関係に厳しく、チルビィの傍若無人ぶりに対しても文句一つ言わずトーマと衝突することも。当初は素手で闘っていたが、チルビィから護身用の魔機・悪銃（ワルサー）を授けられる。
東雲 梓（しののめ あずさ）
32歳。コーザ州魔道課道士で、チルビィが配属された当初は師弟関係にあったが、現在はチルビィも道士に昇格し「同僚」になってしまっている。戦闘時は神機・危険な正義（ハザード・ジャスティス）を使用する。
シスカ・パクーティ
24歳。コーザ州魔道課準道士で一応、東雲の弟子になっているが酒豪のため遅刻の常習犯であることに加え、ものぐさな性格で東雲や他の魔道課メンバーとは基本的にソリが合わない。色仕掛けで情報収集を行うのが得意。戦闘時は主に神機・天使の雫（エンジェル・エキス）を使用する。
万田（まんだ）
コーザ州魔道課の課長。禿頭が特徴で、チルビィを筆頭に問題児揃いの課を束ねるのに苦労が絶えない。

## 既刊一覧
- 横山忠（著）・成瀬ちさと（イラスト）、集英社〈スーパーダッシュ文庫〉、全2巻
  1. 『警極魔道課チルビィ先生の迷子なひび』2007年9月30日初版発行（9月25日発売[2]）、ISBN 978-4-08-630376-7
  2. 『警極魔道課チルビィ先生の死神のロジック』2007年12月25日初版発行（12月20日発売[3]）、ISBN 978-4-08-630395-8